# Scharnhorst (couraçado)
O Scharnhorst foi um couraçado operado pela Kriegsmarine e a primeira embarcação da Classe Scharnhorst, seguido pelo Gneisenau. Sua construção começou em junho de 1935 na Kriegsmarinewerft Wilhelmshaven e foi lançado ao mar em outubro do ano seguinte, sendo comissionado na frota alemã em janeiro de 1939. Era armado com uma bateria principal composta por nove canhões de 283 milímetros montados em três torres de artilharia triplas, tinha um deslocamento carregado de mais de 38 mil toneladas e alcançava uma velocidade máxima de 31 nós.
O Scharnhorst operou junto com seu irmão Gneisenau no início da Segunda Guerra Mundial, incluindo em surtidas no Oceano Atlântico com o objetivo de atacar navios mercantes britânicos. Ambos participaram entre abril e junho de 1940 da invasão da Noruega, inicialmente dando cobertura para as forças de invasão. Durante esta operação, eles enfrentaram brevemente o cruzador de batalha britânico HMS Renown em um confronto inconclusivo, enquanto em junho encontraram e afundaram o porta-aviões britânico HMS Glorious e seus dois contratorpedeiros de escolta no Mar do Norte.
Bombardeios aéreos britânicos em 1941 contra Brest na França, onde os dois couraçados estavam após uma surtida no Atlântico, forçaram ambos a realizarem uma corrida pelo Canal da Mancha de volta para a Alemanha em fevereiro de 1942. O Scharnhorst foi para a Noruega no início de 1943 a fim de tentar interceptar comboios Aliados que seguiam regularmente para a União Soviética. Em uma destas tentativas, em 26 de dezembro, foi interceptado pelo couraçado britânico HMS Duke of York e suas várias escoltas, sendo afundado na resultante Batalha do Cabo Norte.

## Características

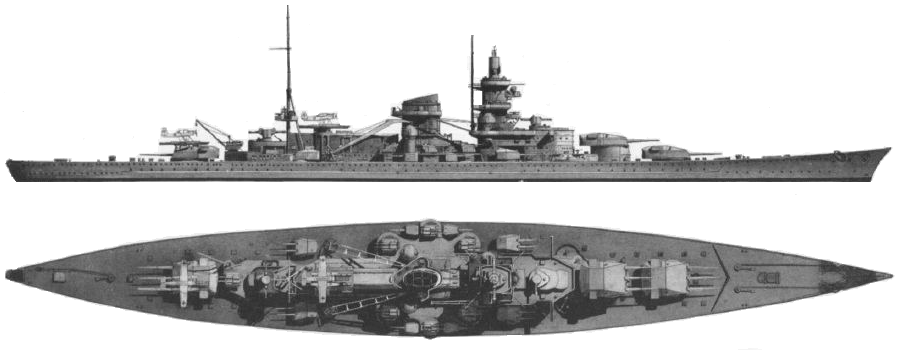
Desenho do Scharnhorst

O Scharnhorst tinha 234,9 metros de comprimento de fora a fora, uma boca de trinta metros e um calado máximo de 9,9 metros. Seu deslocamento padrão era de 32,6 mil toneladas e o deslocamento carregado de 38,7 mil toneladas. Seu sistema de propulsão tinha doze caldeiras Wagner que alimentavam três turbinas a vapor Brown, Boveri & Cie, tendo uma potência indicada de 160 mil cavalos-vapor (118 mil quilowatts) para uma velocidade máxima de 31,5 nós (58,3 quilômetros por hora). Podia carregar até cinco mil toneladas de óleo combustível, o que dava uma autonomia de 7,1 mil milhas náuticas (13,1 mil quilômetros) a uma velocidade de dezenove nós (35 quilômetros por hora). Sua tripulação era de 56 oficiais e 1 613 marinheiros, mas na guerra cresceu até setenta oficiais e 1 841 marinheiros.
Sua bateria principal consistia em nove canhões SK C/34 calibre 54,5 de 283 milímetros montados em três torres de artilharia triplas, duas à vante da superestrutura e uma à ré. Seu armamento secundário tinha doze canhões SK C/28 calibre 55 de 149 milímetros instalados em quatro torres de artilharia duplas e em quatro montagens únicas. O armamento antiaéreo era composto por catorze canhões SK C/33 calibre 65 de 105 milímetros, dezesseis canhões SK C/30 calibre 83 de 37 milímetros e dez canhões C/30 de 20 milímetros, mas o número total destes depois cresceu para 38. Foi equipado em 1942 com seis tubos de torpedo de 533 milímetros. Seu cinturão principal de blindagem tinha de 150 a 350 milímetros de espessura, enquanto o convés blindado tinha entre cinquenta e 105 milímetros. As torres de artilharia principais eram protegidas por blindagem de 150 a 360 milímetros, ficando em cima de barbetas de duzentos a 350 milímetros. A torre de comando tinha laterais de 350 milímetros e teto de duzentos milímetros.

## História

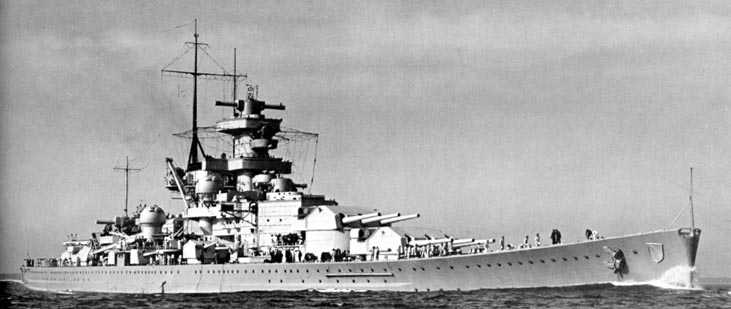
O Scharnhorst em seus testes marítimos, ainda com sua proa reta original

O Scharnhorst foi encomendado com o nome de contrato "D" e sob o nome provisório Ersatz Elsass como um substituto para o antigo pré-dreadnought Elsass. Seu batimento de quilha ocorreu em 16 de julho de 1935 na Kriegsmarinewerft Wilhelmshaven. Foi nomeado em homenagem ao tenente-general prussiano Gerhard von Scharnhorst, sendo lançado ao mar em 3 de outubro de 1936 em uma cerimônia que teve a presença do ditador Adolf Hitler, do general-marechal de campo Werner von Blomberg, o Ministro da Guerra, e pela viúva do capitão de mar Felix Schultz, o oficial comandante do cruzador blindado SMS Scharnhorst que morreu a bordo durante a Batalha das Malvinas na Primeira Guerra Mundial. Os trabalhos de equipagem prosseguiram até ele ser finalizado em janeiro de 1939. Seu primeiro oficial comandante foi o capitão de mar Otto Ciliax. Foi comissionado em 9 de janeiro a fim de partir para seus testes marítimos, que revelaram uma perigosa tendência de acumular água em mares bravios. Isto causava inundações na proa e danificou sistemas elétricos da primeira torre de artilharia principal. Consequentemente, retornou para o estaleiro para que sua proa fosse muito modificada. A proa reta original foi substituída por uma "proa atlântica" elevada. Além disso, uma cobertura para a chaminé também foi instalada, enquanto o mastro principal foi movido mais para ré e o hangar de hidroaviões ampliado. Estas modificações foram finalizadas em novembro, época em que o couraçado já estava totalmente operacional. Neste período, Ciliax adoeceu e foi substituído em setembro pelo capitão de mar Kurt-Caesar Hoffmann.

### Segunda Guerra Mundial

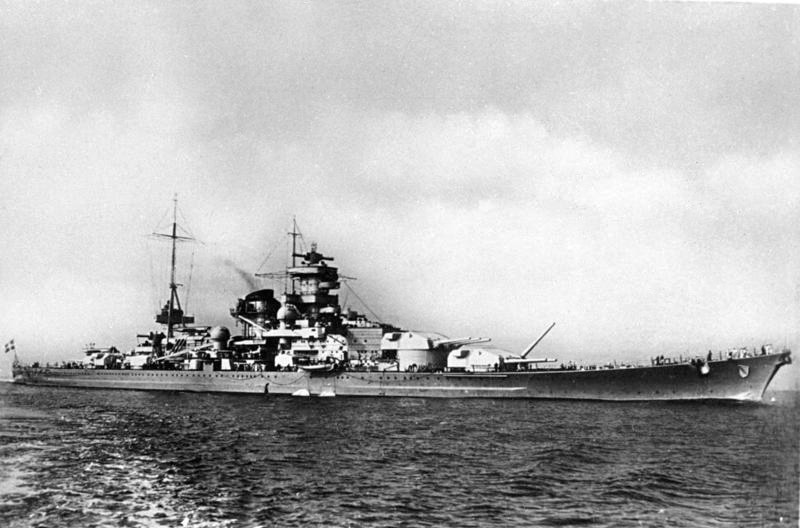
O Scharnhorst no final de 1939, já com sua nova "proa atlântica"

A primeira operação do Scharnhorst na Segunda Guerra Mundial começou em 21 de novembro de 1939, sendo enviado em patrulha para a área entre a Islândia e Ilhas Feroe junto com seu irmão Gneisenau. O objetivo era atrair unidades da Marinha Real Britânica e diminuir a pressão sobre o cruzador pesado Admiral Graf Spee, que estava sendo perseguido no sul do Oceano Atlântico. Os dois couraçados deixaram Wilhelmshaven na companhia dos cruzadores rápidos Köln e Leipzig mais três contratorpedeiros, mas os irmãos se separaram do resto na manhã do dia 22 e estes seguiram para operações no Skagerrak. Os alemães interceptaram no dia seguinte cruzador mercante armado britânico HMS Rawalpindi. Olheiros no Scharnhorst avistaram a embarcação às 16h07min e o couraçado se aproximou menos de uma hora depois. Ele abriu fogo às 17h03min e três minutos depois um de seus projéteis de 283 milímetros acertou a ponte do Rawalpindi, matando o capitão Edward Coverley Kennedy e a maioria de seus oficiais. O Rawalpindi conseguiu acertar o Scharnhorst com um projétil de 152 milímetros que causou apenas pequenos danos de estilhaços.
O navio britânico já estava em chamas e no processo de afundar às 17h16min. O almirante Wilhelm Marschall a bordo do Gneisenau ordenou que o Scharnhorst resgatasse sobreviventes. Estas operações foram interrompidas pela aparição do cruzador rápido HMS Newcastle. Os alemães fugiram para o norte e em seguida usaram o clima ruim para virarem para o sul e correrem pelo Mar do Norte. Os couraçados britânicos HMS Nelson e HMS Rodney, o cruzador de batalha britânico HMS Hood e o couraçado francês Dunkerque partiram em perseguição. Os dois navios alemães chegaram de volta a Wilhelmshaven em 27 de novembro, com ambos tendo sido danificados significativamente devido ao mares bravios e vento. O Scharnhorst foi consertado em Wilhelmshaven, com suas caldeiras também sendo reformadas.
Foi depois disso para o Mar Báltico realizar treinamentos de artilharia. Gelo espesso forçou sua permanência na região até fevereiro de 1940, quando retornou para Wilhelmshaven no dia 5. Participou da Operação Marca do Norte entre 18 de fevereiro e 20 de março, uma breve surtida no Mar do Norte até as Ilhas Shetland.

#### Noruega

##### Invasão

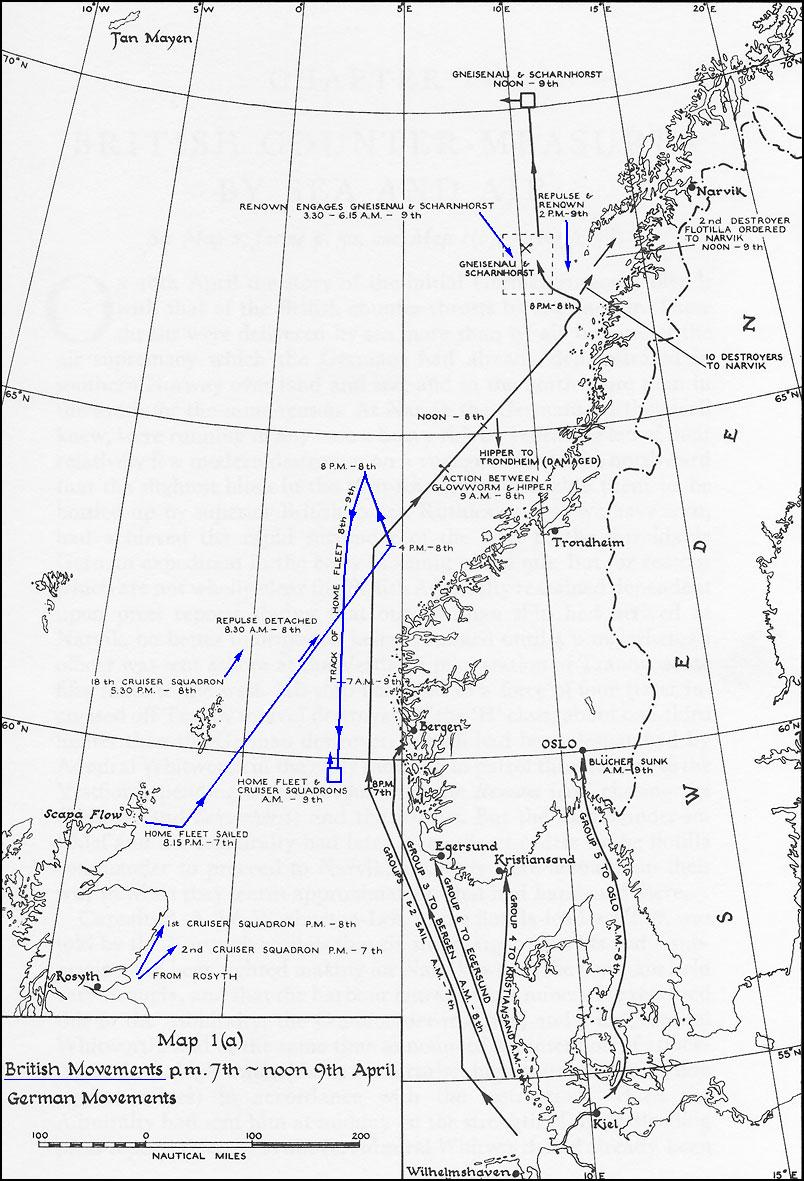
Movimentações britânicas e alemãs durante a invasão da Noruega entre 7 e 9 de abril de 1940

O navio foi em seguida designado para participar da Operação Exercício do Weser, a invasão da Dinamarca e Noruega. O Scharnhorst e o Gneisenau deveriam dar cobertura para as forças que atacariam as cidades norueguesas de Narvik e Trondheim. Os dois deixaram Wilhelmshaven na manhã de 7 de abril, estando sob o comando geral do vice-almirante Günther Lütjens. Se encontraram primeiro com a força de invasão de Trondheim, formada pelo cruzador pesado Admiral Hipper e quatro contratorpedeiros, e depois com a força de Narvik, que tinha dez contratorpedeiros. As embarcações foram atacadas por doze bombardeiros ao oeste do Skagerrak entre 14h25min e 14h48min. O clima piorou ao anoitecer e vários contratorpedeiros foram incapazes de manter a elevada velocidade de 27 nós (cinquenta quilômetros por hora) e assim precisaram ficar para trás da força principal. Ventos fortes causaram danos estruturais e inundações contaminaram parte dos depósitos de combustível do Scharnhorst. O contratorpedeiro Z11 Bernd von Arnim, um dos que tinham ficado para trás, avisou às 9h15min do dia 8 que estava em batalha contra um contratorpedeiro britânico. Lütjens ordenou às 9h22min que o Admiral Hipper fosse investigar, com este encontrando o HMS Glowworm e o alvejando. O contratorpedeiro afundou depois de tentar abalroar o cruzador, mas antes conseguiu enviar uma mensagem para a frota britânica. O Admiral Hipper e seus quatro contratorpedeiros assumiram um rumo em direção de Trondheim pouco depois, com os outros dez contratorpedeiros fazendo o mesmo para Narvik às 22h00min. O Scharnhorst e o Gneisenau então assumiram uma posição ao sul das Lofoten no Fiorde Oriental a fim de dar cobertura aos dois desembarques.
Os dois navios encontraram o cruzador de batalha britânico HMS Renown em 9 de abril. O radar do Gneisenau captou um contato às 4h30min, com ambas as tripulações indo para postos de combate. O navegador do Scharnhorst avistou meia-hora depois flashes do Renown disparando contra o Gneisenau, com os alemães abrindo fogo três minutos depois. O Gneisenau foi acertado duas vezes, com um dos projéteis incapacitando sua terceira torre de artilharia. O radar do Scharnhorst teve problemas, impedindo que ele enfrentasse o navio britânico de forma eficaz. O Renown passou a disparar contra o Scharnhorst às 5h18min, com este manobrando para evitar os disparos. Os alemães usaram sua velocidade superior para escapar do cruzador de batalha em perseguição às 7h15min. Os mares bravios e a alta velocidade com que escaparam fizeram com que engolissem grandes quantidades de água à vante. A primeira torre de artilharia do Scharnhorst foi tirada de ação por grandes inundações. Problemas mecânicos em sua turbina de estibordo surgiram depois de navegar em velocidade máxima, forçando as embarcações a reduzirem sua velocidade para 25 nós (46 quilômetros por hora).
O Scharnhorst e o Gneisenau alcançaram um ponto ao noroeste de Lofoten ao meio-dia. Os dois então navegaram para o oeste por 24 horas enquanto reparos temporários eram realizados, em seguida viraram para o sul. Transmitir mensagens de rádio entregaria suas posições para os britânicos, assim um hidroavião Arado Ar 196 foi lançado do Scharnhorst ao meio-dia de 10 de abril para voar até a Noruega e avisar que Lütjens tinha a intenção de retornar para a Alemanha na noite do dia seguinte. A aeronave foi lançada no limite de sua autonomia e quase não alcançou o litoral norueguês, mas conseguiu transmitir sua mensagem. Ele foi rebocado para Trondheim, onde também pode repassar as instruções para o Admiral Hipper de se juntar aos couraçados para a viagem de volta para casa. O cruzador os encontrou na manhã do dia 12, mas seus quatro contratorpedeiros precisaram ficar em Trondheim por falta de combustível. Os navios alemães foram protegidos por uma visibilidade ruim e nenhum dos bombardeiros britânicos enviados para interceptá-los os encontraram, com nove sendo abatidos por caças alemães. Os três chegaram em segurança em Wilhelmshaven às 22h00min. O Scharnhorst passou por reparos na Deutsche Werke em Kiel. Durante os reparos, a catapulta de aeronaves instalada na terceira torre de artilharia foi removida.

##### Outras ações
Os dois couraçados partiram em 4 de junho para voltarem para a Noruega, recebendo a companhia do Admiral Hipper e mais quatro contratorpedeiros para escolta. O propósito desta surtida era interromper esforços Aliados de reabastecer os noruegueses e diminuir a pressão sobre as tropas alemãs. A esquadra se encontrou com o navio-tanque Dithmarschen no dia 7 para que o Admiral Hipper e os contratorpedeiros pudessem reabastecer. A traineira britânica HMT Juniper foi descoberta e afundada no dia seguinte junto com o petroleiro Oil Pioneer. Os alemães então lançaram hidroaviões para procurarem por mais embarcações Aliadas. O Admiral Hipper e os contratorpedeiros foram enviados para afundar o navio de transporte de tropas Orama, enquanto o navio-hospital Atlantis recebeu permissão para prosseguir viagem. Marschall, que estava no comando da operação, destacou o Admiral Hipper e os contratorpedeiros para reabastecerem em Trondheim, enquanto os couraçados navegaram para a área de Harstad.

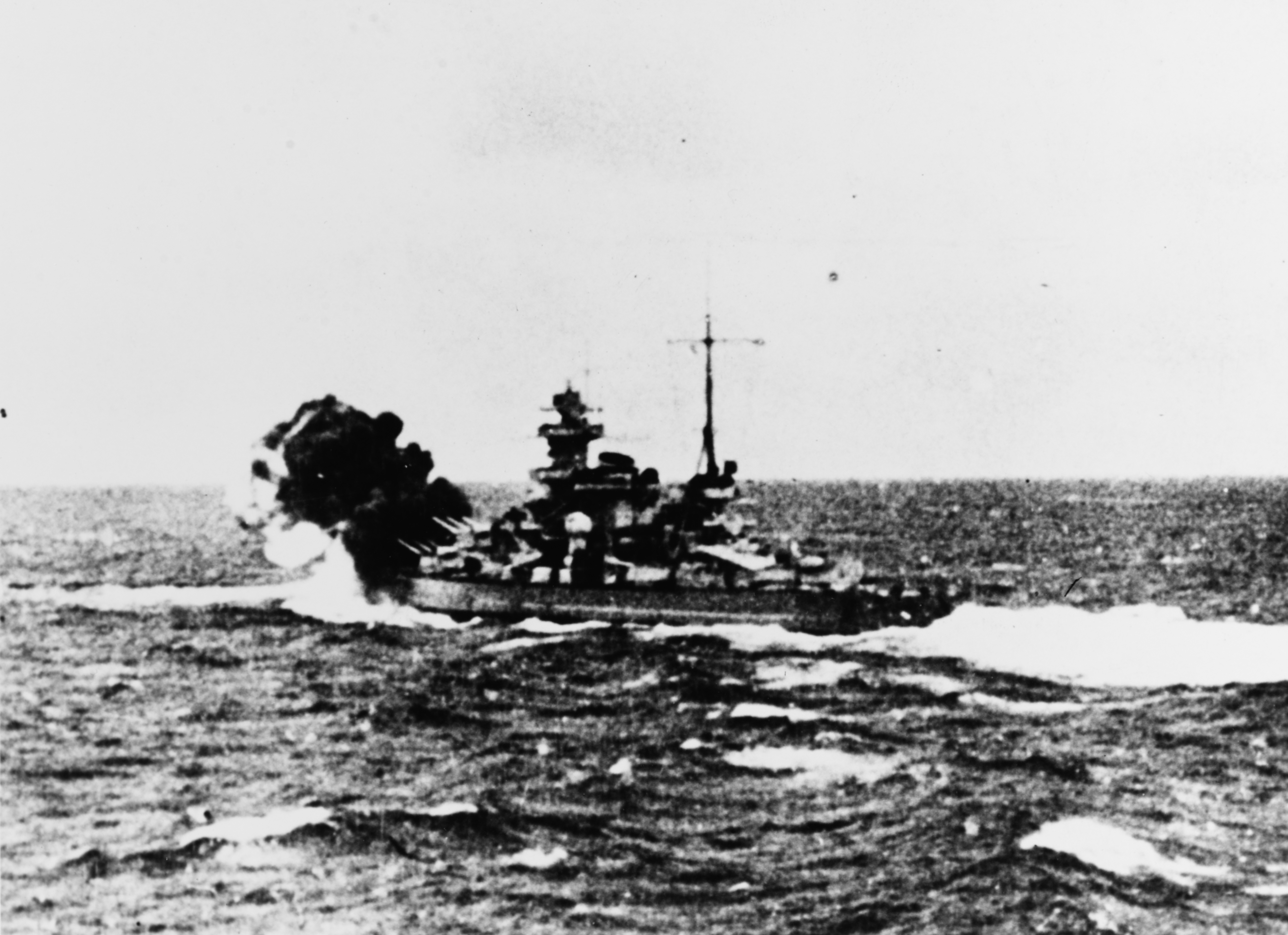
O Scharnhorst disparando contra o Glorious em 8 de junho de 1940

Os navios avistaram o porta-aviões britânico HMS Glorious e dois contratorpedeiros de escolta, HMS Acasta e HMS Ardent, às 17h45min a uma distância de aproximadamente quarenta quilômetros. O Scharnhorst abriu fogo às 18h32min contra o Glorious a uma distância de 26 quilômetros. O couraçado acertou o porta-aviões seis minutos depois a 25,6 quilômetros. O Gneisenau acertou a ponte de comando do Glorious menos de dez minutos depois, matando seu oficial comandante, o capitão Guy D'Oyly-Hughes. Os dois contratorpedeiros tentaram proteger o porta-aviões com uma cortina de fumaça, porém os alemães conseguiam rastreá-lo usando seus radares. A distância entre os dois lados tinha diminuído para 24,1 quilômetros às 18h26min, com o Scharnhorst e Gneisenau disparando todos os seus canhões contra o alvo. O Glorious afundou depois de aproximadamente uma hora de batalha.
Os dois contratorpedeiros também foram afundados, porém o Acasta lançou quatro torpedos contra o Scharnhorst enquanto afundava e um deles acertou às 19h39min. O navio britânico também acertou a primeira torre de artilharia principal do couraçado com um projétil de 120 milímetros que causou danos irrelevantes. O impacto do torpedo abriu um buraco de catorze por seis metros e permitindo que 2,5 mil toneladas de água entrassem no navio. A terceira torre de artilharia ficou incapacitada e 48 tripulantes morreram. A inundação causou um adernamento de cinco graus para estibordo, aumentou o calado da popa em quase um metro e forçou o Scharnhorst a reduzir sua velocidade para vinte nós (37 quilômetros por hora). Seus maquinários também foram danificados significativamente pela inundação, com o eixo da hélice de estibordo sendo destruído.
Os danos forçaram o Scharnhorst a ir para Trondheim passar por reparos temporários. Chegou na tarde de 9 de junho, com o navio de reparos Huaskaran estando à sua espera. Um avião de reconhecimento  a Força Aérea Real avistou a embarcação no dia seguinte e um ataque aéreo com doze bombardeiros Lockheed Hudson ocorreu em 11 de junho. Eles lançaram 36 bombas perfurantes de 103 quilogramas, todas as quais erraram. A Marinha Real se juntou ao ataque enviando o Rodney e o porta-aviões HMS Ark Royal. Este lançou quinze bombardeiros de mergulho Blackburn Skua no dia 13, porém foram interceptados por caças alemães e oito abatidos. Os sete restantes conseguiram passar pelas defesas aéreas e atacar o couraçado, mas houve apenas um acerto e a bomba não detonou. Os reparos preliminares terminaram em 20 de junho, permitindo que o Scharnhorst voltassem para a Alemanha. Os britânicos lançaram dois ataques aéreos no dia 21, o primeiro com seis torpedeiros Fairey Swordfish e o segundo com nove bombardeiros Bristol Beaufort, enquanto o navio estava à caminho com uma grande escolta. As duas ondas foram afastadas por caças e fogo antiaéreo. Os alemães interceptaram transmissões de rádio britânicas que indicavam que a Marinha Real estava no mar, fazendo o Scharnhorst parar em Stavanger. Os navios britânicos estavam a 35 milhas náuticas (65 quilômetros) do couraçado quando este desviou para Stavanger. Partiu para Kiel no dia seguinte, onde reparos permanentes foram realizados pelos seis meses seguintes.

#### Surtida no Atlântico
O Scharnhorst passou por testes marítimos no Báltico ao fim dos reparos e retornou para Kiel em dezembro de 1940. Juntou-se ao Gneisenau para a Operação Berlim, uma incursão no Oceano Atlântico concebida com o objetivo de causar caos nas rotas mercantes Aliadas. Tempestades fortes danificaram o Gneisenau, mas o Scharnhorst ficou intacto. Os dois foram forçados a atracar durante as tempestades, com o Scharnhorst indo para Gotenhafen e o Gneisenau para Kiel a fim de passar por reparos. Estes foram finalizados rapidamente e eles partiram para o Atlântico em 22 de janeiro de 1941 sob o comando do agora almirante Lütjens. Foram detectados no Skagerrak e unidades da Frota Doméstica britânica foram enviadas para patrulhar a passagem entre a Islândia e as Ilhas Feroe. Os radares alemães detectaram os britânicos a uma longa distância, o que permitiu que eles evitassem as patrulhas com a ajuda da chuva. Os dois couraçados escaparam em 3 de fevereiro da última patrulha britânica e entraram no Atlântico.

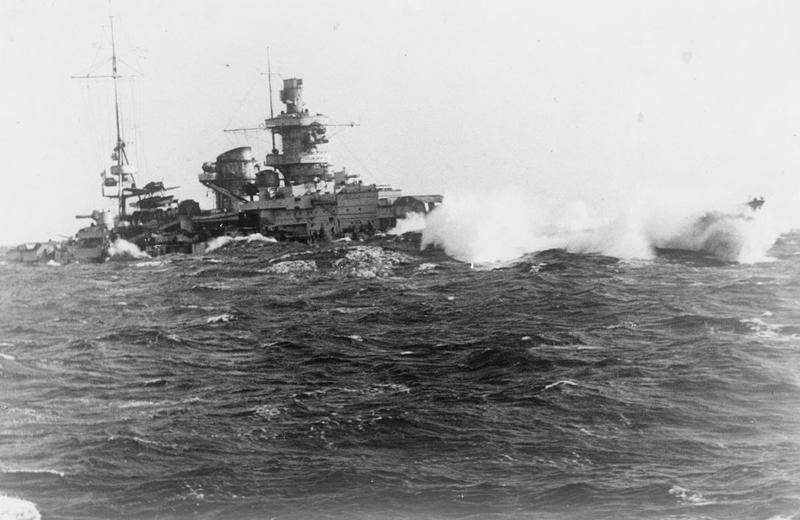
O Scharnhorst enfrentando mares bravios no Oceano Atlântico em 1941

Os dois reabasteceram do navio-tanque Schlettstadt em 6 de fevereiro ao sul do Cabo Farvel, na Islândia. Olheiros avistaram pouco antes das 8h30min do dia 8 as embarcações do Comboio HX 106, que era escoltado pelo couraçado HMS Ramillies. As ordens de Lütjens o proibiam de enfrentar navios capitais Aliados, assim o ataque foi cancelado. Mesmo assim, Hoffmann fez seu navio se aproximar até 23 quilômetros de distância do comboio em uma tentativa de atrair o Ramillies para longe e assim permitir que o Gneisenau atacasse. Entretanto, Lütjens, a bordo da capitânia Gneisenau, ordenou imediatamente que o Scharnhorst retornasse. Os dois navios navegaram para o noroeste à procura de outras embarcações. Eles avistaram em 22 de fevereiro um comboio vazio navegando para o este, que dispersou rapidamente assim que os alemães apareceram. O Scharnhorst só conseguiu afundar o navio-tanque Lustrous.
Lütjens decidiu prosseguir para uma área nova, pois os sobreviventes do comboio tinham enviado sinais de socorro para a frota britânica. Ele escolheu seguir para a rota entre a Cidade do Cabo e Gibraltar, posicionando seus navios ao noroeste de Cabo Verde. Os couraçados encontraram em 8 de março o Comboio SL 67, escoltado pelo couraçado HMS Malaya. Lütjens novamente proibiu um ataque, mas seguiu o comboio e direcionou submarinos para o ataque. Dois submarinos afundaram cinco embarcações na noite do dia 8 para o 9. O Malaya foi atrás dos dois couraçados e aproximou-se até 24 quilômetros, tranquilamente dentro do alcance dos alemães, mas Lütjens se recusou a entrar em combate. Em vez disso seguiu para o meio do Atlântico, onde o Scharnhorst afundou o cargueiro grego Marathon. Eles reabasteceram dos navios-tanque Uckermark e Ermland em 12 de março.
Eles encontraram em 15 de março um comboio disperso. O Scharnhorst afundou dois navios. A parte principal do comboio foi encontrada alguns dias depois e o couraçado afundou mais sete embarcações. Um dos sobreviventes transmitiu a localização dos alemães, com os couraçados Rodney e HMS King George V sendo despachados. O Scharnhorst e o Gneisenau usaram suas altas velocidades para escaparem em uma tempestade, com a intervenção dos couraçados britânicos convencendo Lütjens que havia poucas chances de maiores sucessos. Ele decidiu seguir para Brest, na França, onde chegaram em 22 de março. O Scharnhorst enfrentou problemas com os tubos de suas caldeiras durante a operação, com os reparos durando até julho e o impossibilitando de participar em maio da Operação Exercício do Reno, uma surtida com o couraçado Bismarck.

#### França

##### Ataques aéreos

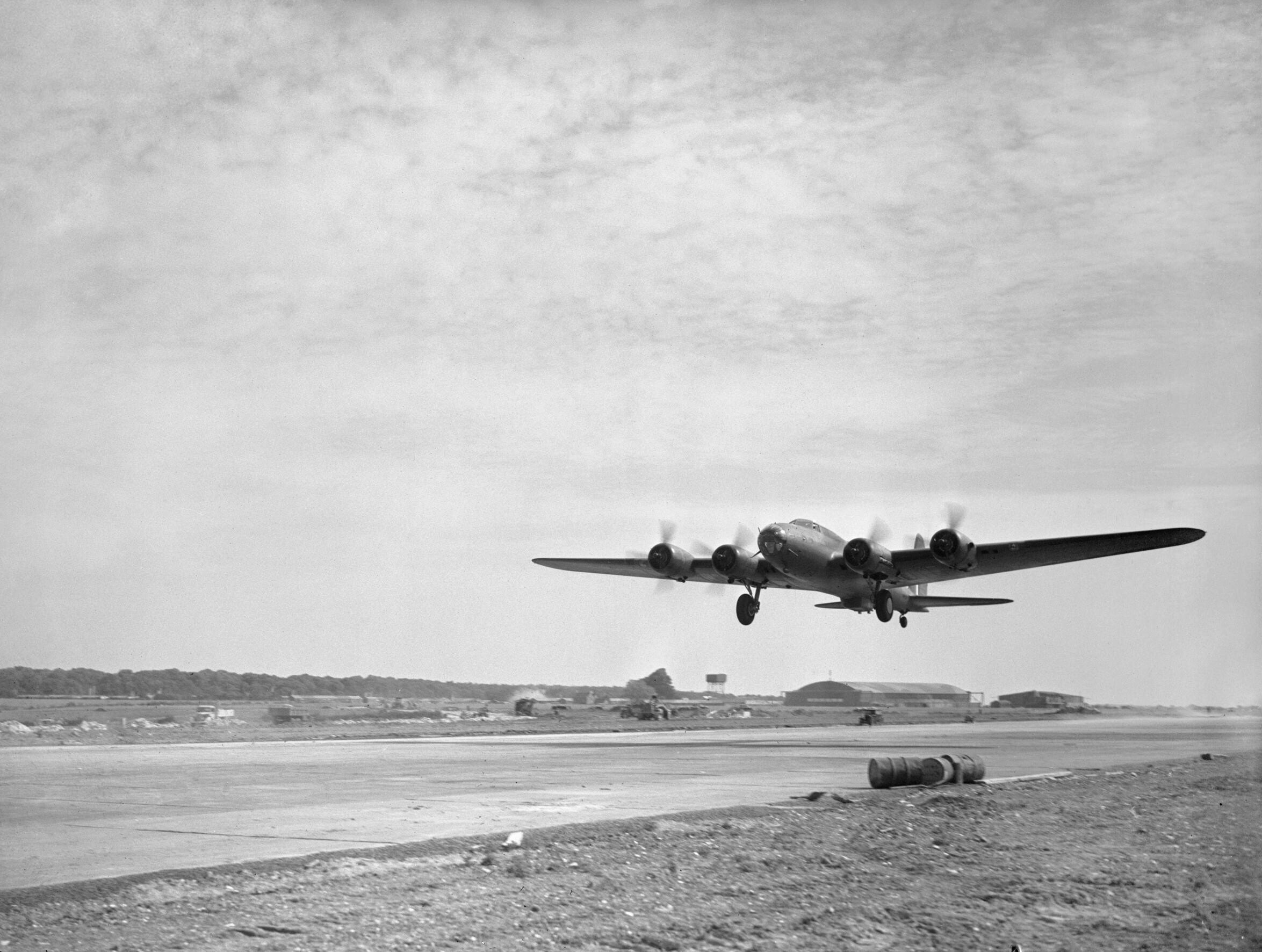
Um Boeing B-17 Flying Fortress decolando para o ataque de 24 de julho

O primeiro-ministro britânico Winston Churchill, enfrentando perdas cada vez maiores na Batalha do Atlântico, ordenou que o Comando de Bombardeiros da Força Aérea Real paralisasse temporariamente sua campanha contra as indústrias alemãs e se focasse na ameaça dos bombardeiros Focke-Wulf Fw 200 Condor e nos submarinos. O Scharnhorst e Gneisenau foram adicionados como as maiores prioridades assim que chegaram em Brest. Dezenove grandes ataques aéreos ocorreram entre 30 de março e 7 de julho. Os alemães reagiram instalando geradores de fumaça que eram eficazes em obscurecer a maior parte do porto. O Scharnhorst não foi atingido, mas uma bomba que não detonou caiu próxima do Gneisenau na noite de 4 de abril e o forçou para fora da doca seca, com ele sendo torpedeado na manhã seguinte enquanto estava em uma posição exposta no porto. O couraçado foi levado de volta para a doca seca, onde foi atingido por mais quatro bombas na noite do dia 9. O cruzador pesado Prinz Eugen também foi seriamente danificado por uma bomba em 1º de julho. A campanha aérea foi paralisada em 9 de julho porque o andamento da Batalha do Atlântico tinha mudado, com o Comando de Bombardeiros querendo retomar os ataques contra a indústria alemã devido à invasão da União Soviética.
Os reparos do Scharnhorst foram finalizados em julho e ele foi no dia 21 para La Pallice a fim de realizar testes marítimos, facilmente conseguindo alcançar trinta nós (56 quilômetros por hora). Não voltou para Brest com o objetivo de evitar uma concentração de unidades grandes em um único porto, sendo atracado em La Pallice em 23 de julho e imediatamente descoberto por reconhecimento aéreo. Os britânicos temiam que o couraçado estava se preparando para uma nova surtida no Atlântico, com um ataque de seis bombardeiros Short Stirling sendo enviado rapidamente, mas realizaram nada e um deles foi abatido por caças alemães. A Força Aérea Real tinha planejado um grande ataque à luz do dia para 24 de julho, mas a partida do Scharnhorst para La Pallice causou alterações de último minuto: três forças de três Boeing B-17 Flying Fortress, oito Handley Page Hampden e 36 Bristol Blenheim atacaram vários alvos litorâneos a fim de atrair prematuramente os caças alemães. Apenas 79 Vickers Wellington atacaram Brest, com o Prinz Eugen e Gneisenau sendo os alvos principais. Quinze Handley Page Halifax atacaram o Scharnhorst, acertando cinco bombas quase em uma linha reta a estibordo, paralelo à linha central. Três eram bombas perfurantes de 454 quilogramas e as outras duas eram altamente explosivas de 227 quilogramas. Uma das bombas de 227 quilogramas acertou o convés à vante da torre dupla de 149 milímetros de estibordo próxima da torre de comando. Ela atravessou os conveses superior e intermediário e detonou no convés blindado principal, que conteve a explosão. Entretanto, as juntas da antepara antitorpedo foram enfraquecidas e causaram vazamentos. A segunda bomba de 227 quilogramas acertou à vante da terceira torre de artilharia principal e penetrou os primeiros dois conveses, também explodindo no convés blindado e abrindo um pequeno buraco nele. Esta explosão causou danos de estilhaços que incapacitaram os guindastes de munição das armas antiaéreas de 37 milímetros.

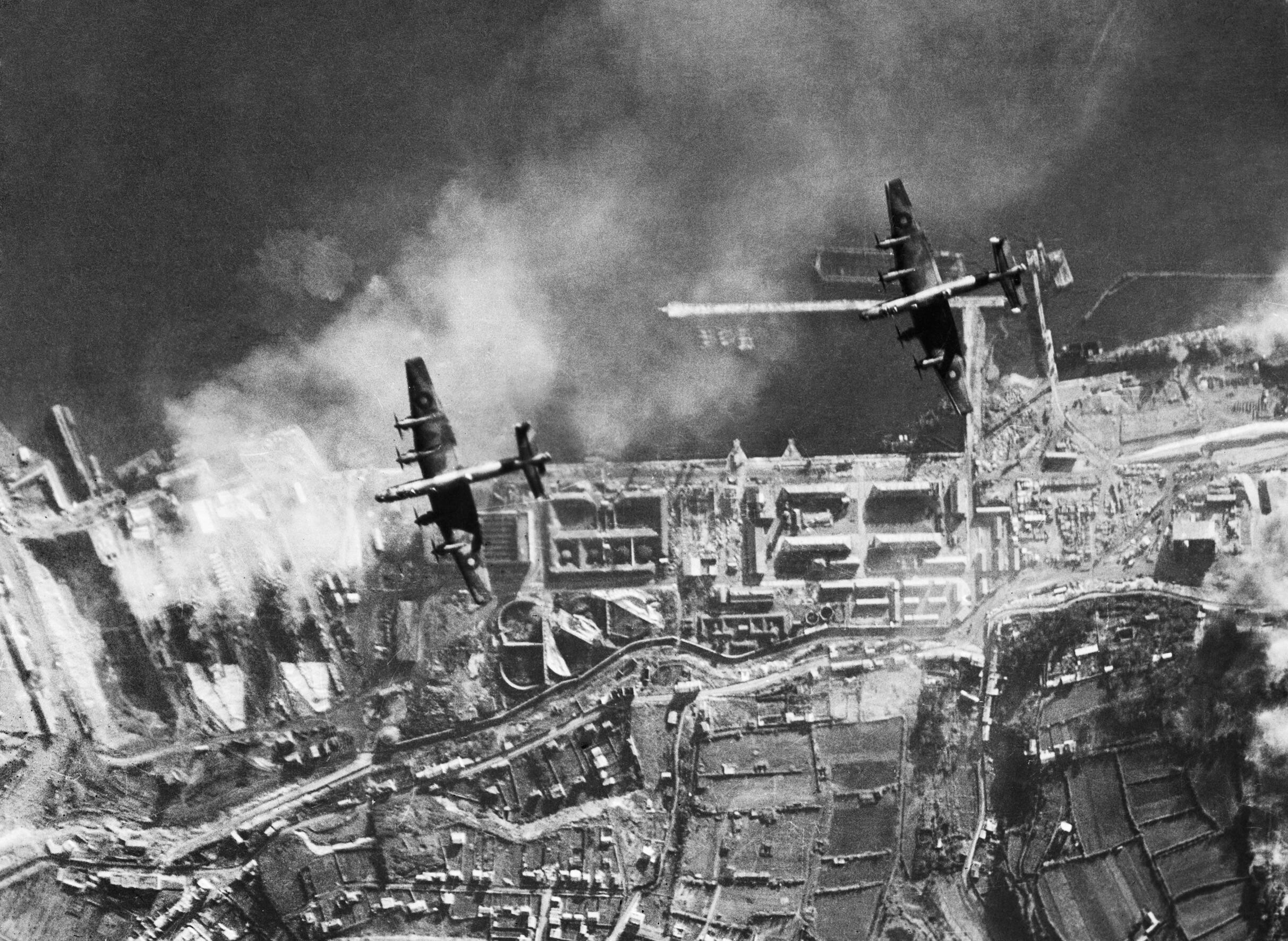
Dois Handley Page Halifax bombardeando Brest em 18 de dezembro de 1941, com o Scharnhorst e Gneisenau à esquerda parcialmente camuflados por uma cortina de fumaça, enquanto o Prinz Eugen está atracado no cais à extrema direita

Duas bombas de 454 quilogramas acertaram à meia-nau entre os canhões de 149 e 105 milímetros, com ambas penetraram o navio completamente mas não detonando. A primeira passou por todos os conveses e saiu do navio pelo fundo duplo, já a segunda foi desviada pela antepara antitorpedo e penetrou no casco abaixo do cinturão principal. A terceira bomba acertou à ré da terceira torre de artilharia aproximadamente três metros da lateral. Também não detonou e passou pela lateral do casco que não era protegida pelo cinturão. Estes três acertos mesmo assim causaram grandes inundações e um adernamento de oito graus para estibordo. A primeira e terceira torres de artilharia foram incapacitadas temporariamente, assim como metade da bateria antiaérea. Dois tripulantes foram mortos e quinze feridos. Equipes de controle de danos conseguiram corrigir o adernamento com contra-inundações, porém o calado aumentou em um metro. O Scharnhorst conseguiu partir para Brest às 19h30min, com um de seus contratorpedeiros de escolta abatendo uma aeronave de patrulha britânica no dia seguinte. Chegou ao destino mais tarde no mesmo dia e entrou em uma doca seca para reparos, que duraram quatro meses. Um novo sistema de radar foi instalado à ré durante este período, com a energia do radar de vante sendo aumentada em cem quilowatts. Além disso, seis tubos de torpedo de 533 milímetros foram adicionados.
O Comando de Bombardeiros foi forçado a pausar sua campanha contra as indústrias alemãs em 10 de novembro por causa de grandes perdas e falta de sucesso. Consequentemente, os ataques contra os navios em Brest foram retomados. Trinta e seis ataques foram realizados entre 19 de agosto de 1941 e 11 de fevereiro de 1942, a maioria deles ataques surpresa realizados por pequenos grupos de aeronaves que tentaram chegar antes das cortinas de fumaça serem geradas. Apenas em 6 de janeiro foi que um pequeno sucesso foi alcançado quando uma bomba acertou o Gneisenau sem causar muitos danos, mas os outros navios não foram atingidos.

##### Corrida pelo canal

Mapa da rota dos navios alemães durante a Operação Cerberus

O Alto Comando Naval alemão, em uma conferência com Hitler, decidiu em 12 de janeiro fazer o Scharnhorst, Gneisenau e Prinz Eugen voltarem para a Alemanha. A intenção era enviá-los para a Noruega com o objetivo de interceptar comboios Aliados para a União Soviética. A chamada "Corrida pelo Canal", a Operação Cerberus, evitaria radares e patrulhas aéreas Aliadas cada vez mais eficazes no Atlântico e em vez disso seguira pelo Canal da Mancha. Ciliax, o primeiro comandante do Scharnhorst e agora vice-almirante, recebeu o comando da operação. Draga-minas abriram uma rota pelo Canal da Mancha sem serem detectados pelos britânicos.
Os três navios deixaram Brest às 23h00min de 11 de fevereiro e entraram no Canal da Mancha uma hora depois, alcançando uma velocidade de 27 nós (cinquenta quilômetros por hora) e navegando bem próximos do litoral francês. Os britânicos não detectaram sua partida, pois o submarino que observava o porto tinha recuado para recarregar suas baterias. Passaram por Cherbourg às 6h30min do dia 12, encontrando uma flotilha de contratorpedeiros. Estes eram liderados pelo capitão de mar Erich Bey a bordo do Z29. O general de caças Adolf Galland direcionou as forças de caças e bombardeiros da Luftwaffe em suporte à Operação Cerberus. Os caças voaram extremamente baixos a fim de evitarem detecção pelos radares britânicos. Oficiais de ligação estavam presentes nos três navios. Aeronaves alemãs mais tarde obstruíram radares britânicos com chaff. As embarcações passaram pelo Estreito de Dover às 13h00min e meia-hora depois seis Swordfish com um caça Supermarine Spitfire de escolta atacando-os. Os britânicos não conseguiram passar pela patrulha aérea alemã e os seis Swordfish foram abatidos.
O Scharnhorst bateu em uma mina naval às 15h31min na foz do rio Escalda na área da segunda torre de artilharia principal. A explosão danificou os disjuntores e derrubou seus sistemas elétricos por vinte minutos. O choque da explosão também causou danos, com a torre principal e as torres secundárias de bombordo travando. Bombas de combustível e os rolamentos nos turbogeradores também foram danificados, fazendo o navio parar de navegar. A falta de energia incapacitou os interruptores de desligamento de emergência das caldeiras e turbinas, que não poderiam ser desligadas até a energia ser restaurada. A mina abriu um grande buraco no casco e permitiu que 1 220 toneladas de água entrassem no couraçado, inundando trinta compartimentos estanques. O Scharnhorst ficou com um adernamento de um grau para bombordo e com a proa afundada em um metro.
Ciliax se transferiu para o Z29 enquanto o navio estava parado. As equipes das salas de máquinas conseguiram reiniciar uma turbina às 15h49min, quase vinte minutos depois da batida na mina. A segunda e terceira turbinas foram reiniciadas às 15h55min e 16h01min, permitindo que o Scharnhorst voltasse a navegar a 27 nós. Um único bombardeiro lançou várias bombas a aproximadamente noventa metros a bombordo da embarcação por volta da mesma hora que a última foi reiniciada, mas não causaram danos. Doze Beaufort lançaram em seguida um ataque de dez minutos que foi derrotada pelos caças e por disparos antiaéreos. Os britânicos realizaram mais uma série de ataques que foram derrotados, com as armas antiaéreas do Scharnhorst ficando vermelhas até o final da operação, com um dos canhões de 20 milímetros chegando a estourar de tanto uso.

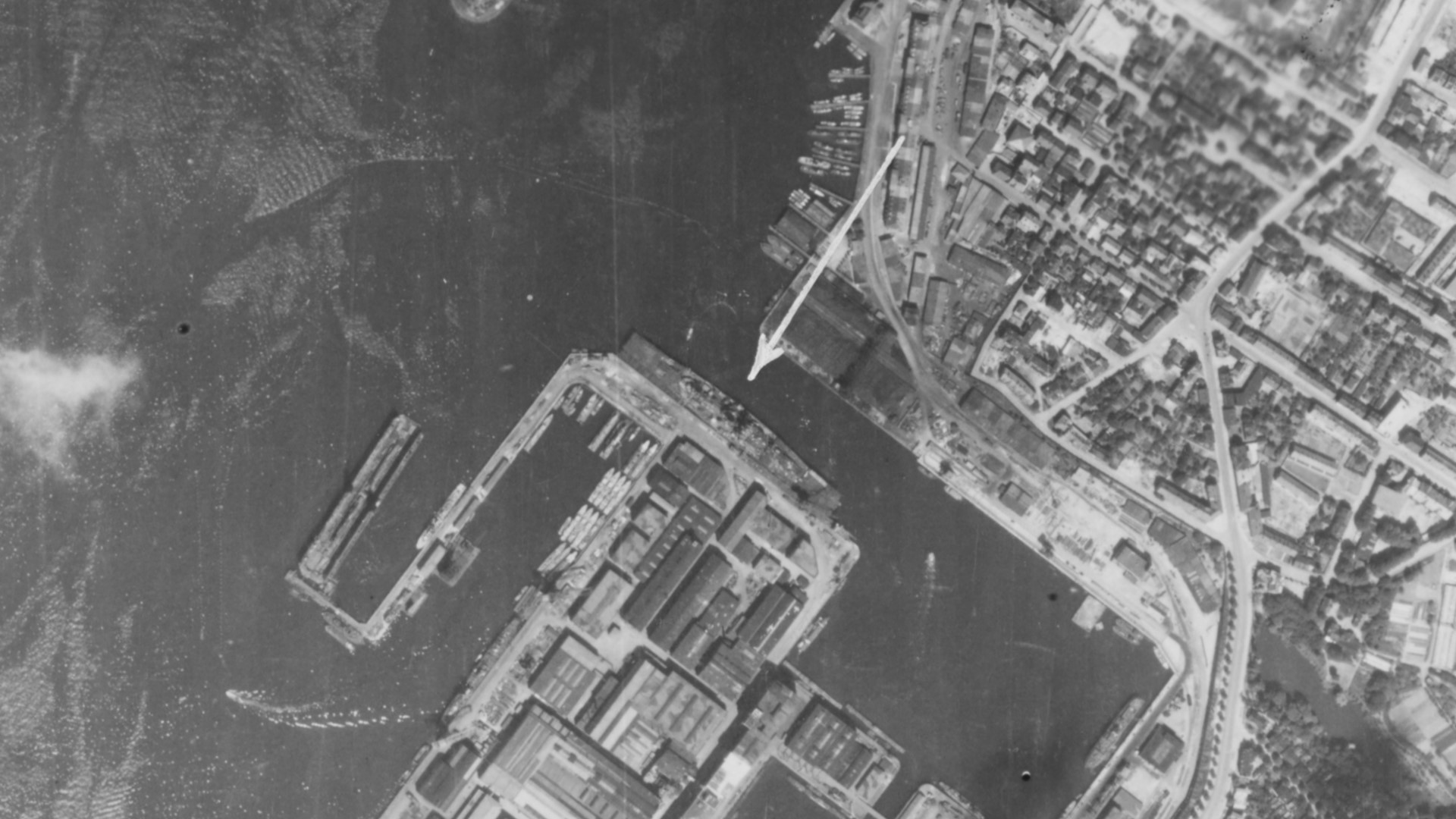
Foto de reconhecimento aéreo do Scharnhorst em Kiel em fevereiro de 1942

O couraçado bateu em outra mina a estibordo próximo da ilha de Terschelling às 22h34min. A mina brevemente derrubou os sistemas elétricos e temporariamente incapacitou os lemes. Duas das três turbinas pararam e a terceira precisou ser desligada. Mais trezentas toneladas de água inundaram dez compartimentos estanques. Apenas a hélice central permaneceu operacional, permitindo uma velocidade de dez nós (dezenove quilómetros por hora). Energia parcial pôde ser restaurada para a turbina de estibordo, aumentando a velocidade para catorze nós (26 quilómetros por hora). O choque danificou as partes giratórias de todas as torres de artilharia principais e três das torres de 149 milímetros ficaram travadas. O Scharnhorst chegou na Angra de Jade às 8h00min de 13 de fevereiro, mas o gelo impediu que entrasse em Wilhelmshaven. Ciliax voltou para o navio enquanto este ainda esperava. O gelo foi limpo até o meio-dia e o couraçado entrou no porto. Partiu dois dias depois para Kiel a fim de passar por reparos permanentes. Os trabalhos foram realizados em uma doca seca flutuante até julho. Hoffmann foi promovido a contra-almirante em 1º de abril e substituído no comando da embarcação pelo capitão de mar Friedrich Hüffmeier. O Scharnhorst realizou testes marítimos no Báltico depois de terminar os reparos, o que revelou a necessidade da substituição de vários tubos das caldeiras.

#### Retorno à Noruega
O Scharnhorst realizou exercícios em cooperação com vários submarinos no início de agosto. Durante estas manobras colidiu com o submarino U-523, necessitando voltar para a doca seca a fim de passar por reparos. Estes terminaram em setembro e o navio realizou mais treinamentos no Báltico. Foi para Gotenhafen no final de outubro para receber um novo leme, cujo projeto tinha sido baseado nas lições aprendidas depois do Prinz Eugen e o cruzador pesado Lützow mais cedo no mesmo ano. Entretanto, problemas nas turbinas a caldeiras mantiveram o navio na Alemanha pelo restante de 1942. Apenas dois de seus três eixos estavam operantes em dezembro e uma reforma completa do sistema de propulsão era necessária. Ele voltou ao serviço no início de janeiro de 1943, realizando testes marítimos e então deixando a Alemanha para a Noruega no dia 7 junto com o Prinz Eugen e cinco contratorpedeiros. Relatos sobre grande atividade em campos de pouso britânicos próximos do litoral os forçaram a voltar para o porto. Outra tentativa foi cancelada por circunstâncias semelhantes. O clima ruim manteve as aeronaves britânicas no chão em 8 de março e assim o Scharnhorst e quatro contratorpedeiros conseguiram fazer a viagem para a Noruega. Uma tempestade severa próxima de Bergen forçou os contratorpedeiros a buscaram refúgio, mas o couraçado conseguiu prosseguir a uma velocidade reduzida de dezessete nós (31 quilômetros por hora). Ele ancorou no Fiorde de Bogen, próximo de Narvik, às 16h00min de 14 de março. Encontrou no local o Lützow e o couraçado Tirpitz. O reforço da frota alemã na Noruega com a chegada do Scharnhorst forçou os britânicos a interromperem os comboios para a União Soviética.

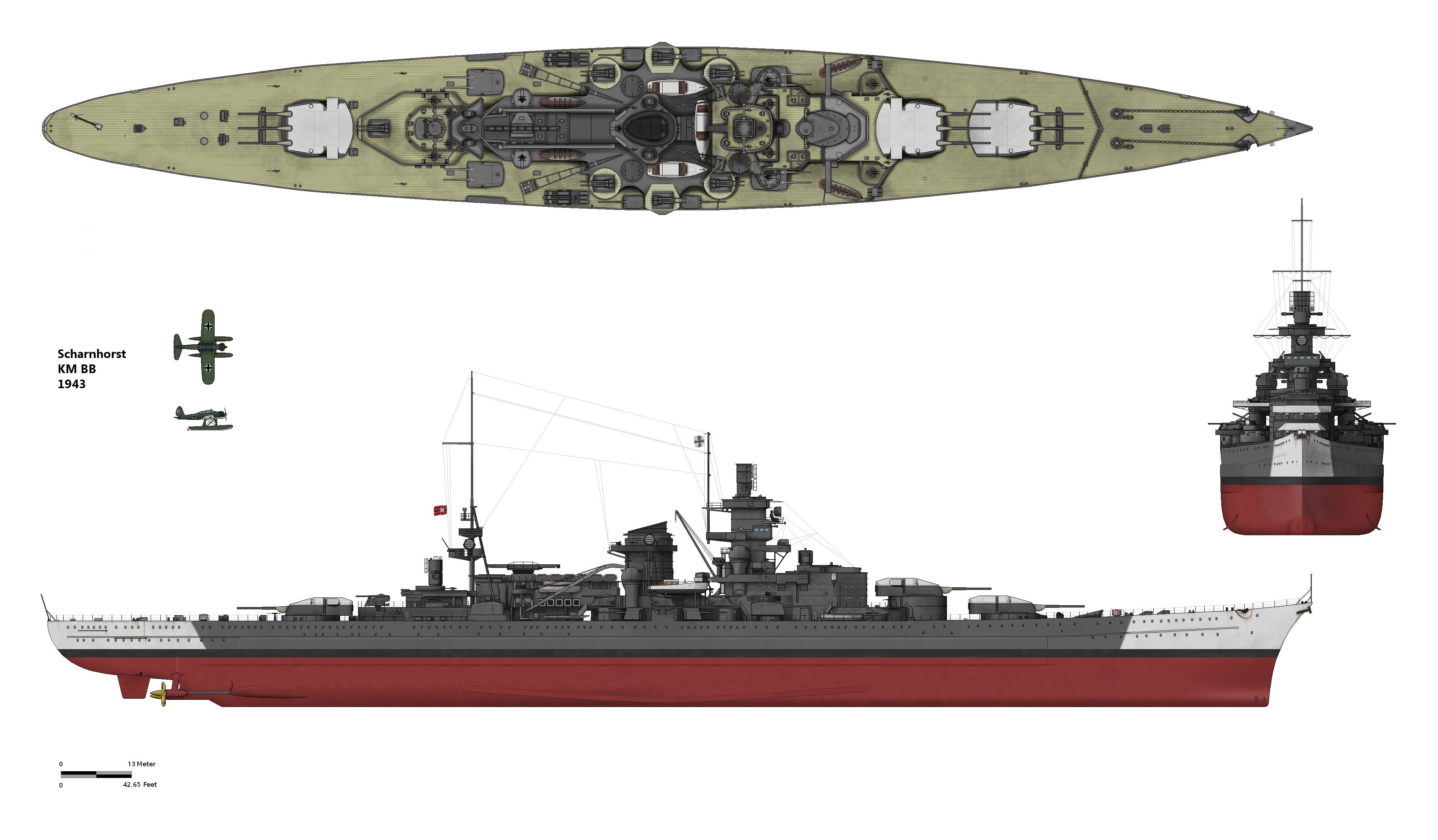
Configuração do Scharnhorst em 1943

O Scharnhorst, o Tirpitz e o Lützow navegaram em 22 de março para o Fiorde de Alta para passarem por reparos sofridos nas tempestades. Os dois couraçados e nove contratorpedeiros realizaram uma missão de treinamento para a Ilha do Urso no Mar Ártico no início de abril. Uma explosão interna ocorreu no dia oito no espaço de maquinário auxiliar acima do convés blindado. A explosão matou ou feriu 34 homens e fez a tripulação inundar os depósitos de munição da terceira torre de artilharia principal como precaução. Um navio de reparos realizou os consertos em duas semanas. Escassez de combustível impediu grandes operações pelos seis meses seguintes, período durante o qual o Scharnhorst pode realizar apenas curtas manobras de treinamento.
Os couraçados e nove contratorpedeiros deixaram o Fiorde de Alta em 6 de setembro para uma ofensiva chamada de Operação Sabor de Limão, em que deveriam bombardear a ilha de Spitsbergen em Svalbard. O Scharnhorst destruiu uma bateria de dois canhões de 76 milímetros e bombardeou tanques de combustível, minas de carvão, instalações portuárias e militares. O principal alvo da operação era uma estação meteorológica que transmitia informações climáticas aos Aliados, que as usavam para agendar os comboios para a União Soviética. Os contratorpedeiros desembarcaram aproximadamente mil soldados que fizeram a guarnição norueguesa recuar para as montanhas, realizando a missão sem grandes perdas. Os britânicos executaram em 22 de setembro a Operação Fonte, um ataque com seis minissubmarinos contra os navios alemães na Noruega. Os minissubmarinos deveriam jogar minas embaixo dos cascos das embarcações. Dos dois minissubmarinos designados para atacar o Scharnhorst, um afundou no caminho e outro sofreu problemas mecânicos e precisou abortar. Mas mesmo se tivessem alcançado o couraçado, o ataque teria falhado já que o Scharnhorst tinha deixado seu ancoradouro para um cruzeiro de treinamento. Os outros minissubmarinos conseguiram danificar o Tirpitz seriamente. Isto reduziu a frota alemã na Noruega para apenas o Scharnhorst e cinco contratorpedeiros, já que o Lützow tinha voltado para a Alemanha no dia 23 com os contratorpedeiros restantes.
O capitão de mar Fritz Hintze assumiu o comando em outubro. O couraçado realizou em 25 de novembro duas horas de testes em potência total, alcançando 29,6 nós (54,8 quilômetros por hora), mas seu calado aumentou em mais de cinquenta centímetros em relação a 1940, quando alcançou 31,14 nós (57,67 quilômetros por hora).

#### Cabo Norte
Ficou cada vez mais importante no final de 1943 interromper o fluxo de suprimentos Aliados seguindo em comboios para a União Soviética, pois a situação militar alemã na Frente Oriental estava rapidamente em deterioração. A Wehrmacht foi forçada em dezembro de 1943 a entrar em um recuo contínuo diante do Exército Vermelho, já a Luftwaffe tinha sido seriamente enfraquecida após quatro anos de conflito e as capacidades antissubmarinas Aliadas estavam gradualmente acabando com a eficácia dos submarinos alemães. O único armamento eficaz disponível para os alemães na Noruega era o Scharnhorst, já que o Tirpitz tinha sido seriamente danificado e os quatro cruzadores pesados sobreviventes estavam comprometidos no Báltico. O grande almirante Karl Dönitz, comandante da Kriegsmarine, durante uma conferência com Hitler entre 19 e 20 de dezembro, decidiu empregar o couraçado contra o próximo comboio Aliado que surgisse. Bey, nesta altura um contra-almirante, recebeu o comando da força tarefa.
Dönitz ordenou no dia 22 que Bey se preparasse para partir dentro de três horas após um aviso. Uma aeronave de reconhecimento encontrou um grande comboio de por volta de vinte embarcações escoltadas por cruzadores e contratorpedeiros mais tarde no mesmo dia a aproximadamente quatrocentas milhas náuticas (740 quilômetros) ao oeste de Tromsø. O comboio foi avistado novamente dois dias depois e determinado que estava seguindo para a União Soviética. Um submarino relatou sua localização às 9h00min de 25 de dezembro e Dönitz ordenou que o Scharnhorst partisse. Suas instruções aconselhavam Bey a interromper a ação caso encontrasse forças superiores, mas que mesmo assim se mantivesse agressivo. Bey planejou atacar o comboio às 10h00min do dia 26 caso as condições fossem favoráveis. Havia apenas 45 minutos de dia total nessa época do ano e seis horas de crepúsculo, o que limitava significativamente a liberdade operacional alemã. Estes estavam preocupados com os desenvolvimentos Aliados em controle de disparo direcionado por radar, o que dava aos couraçados britânicos grande precisão mesmo na escuridão. A tecnologia de radar alemã, por sua vez, não era tão avançada.
O Scharnhorst e cinco contratorpedeiros partiram às 19h00min de 25 de dezembro. Bey recebeu instruções às 3h19min já do dia 26 de que o couraçado deveria realizar o ataque sozinho caso mares bravios interferissem com a capacidade dos contratorpedeiros de lutarem. Os alemães não sabiam que os britânicos podiam decifrar as transmissões entre o Scharnhorst e o comando naval, com os vice-almirantes Robert Burnett e Bruce Fraser sabendo do plano de Bey para atacar o comboio e posicionando suas forças de acordo. O couraçado estava às 7h03min a aproximadamente quarenta milhas náuticas (74 quilômetros) ao sudoeste da Ilha do Urso quando fez uma virada que o colocaria em posição para atacar o comboio às 10h00min. Burnett, no comando do cruzador pesado HMS Norfolk e dos cruzadores rápidos HMS Belfast e HMS Sheffield, que estavam escoltando o Comboio JW 55B, posicionou seus navios entre o comboio e a esperada direção do ataque do Scharnhorst. Fraser estava no couraçado HMS Duke of York, que tinha consigo o cruzador rápido HMS Jamaica e quatro contratorpedeiros, navegando para uma posição ao sudoeste do couraçado alemão a fim de bloquear uma possível tentativa de fuga.

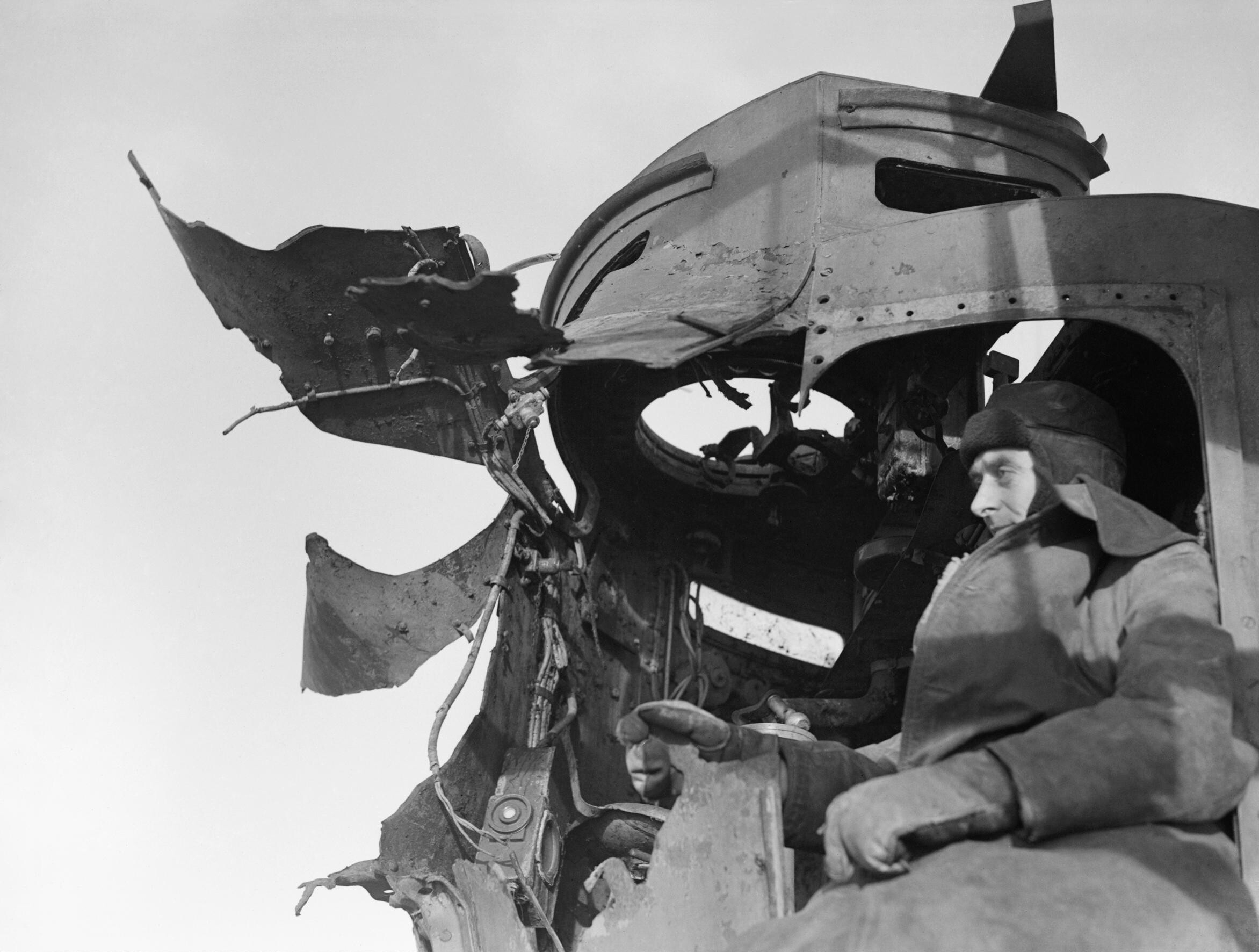
Danos ao diretório do contratorpedeiro HMS Saumarez depois de ser atingido pelo Scharnhorst durante a batalha

Bey colocou seus contratorpedeiros em linha a dez milhas náuticas (dezenove quilômetros) atrás. Os autofalantes do Scharnhorst direcionaram sua tripulação meia-hora depois para assumirem posições de combate em preparação para o ataque. O Belfast captou o navio alemão no seu radar às 8h40min, porém o couraçado não sabia que tinha sido detectado, já que seu radar tinha sido desligado com o objetivo de impedir que os britânicos captassem seus sinais. Olheiros no Belfast avistaram o Scharnhorst às 9h21min a uma distância de onze quilômetros. O cruzador abriu fogo três minutos depois, seguido pelo Norfolk após outros dois minutos. O couraçado disparou com sua terceira torre de artilharia principal antes de virar e aumentar sua velocidade para escapar dos cruzadores. O couraçado foi acertado duas vezes por projéteis de 203 milímetros; o primeiro não explodiu e causou danos irrelevantes, mas o segundo acertou os telêmetros de vante e destruiu a antena do radar. Deixando o radar de ré como seu único radar operante.
O Scharnhorst virou para o sul em uma tentativa de dar a volta ao redor dos cruzadores, porém os radares britânicos impediram que o couraçado realizasse a manobra com sucesso. O Scharnhorst estava a nordeste do comboio por volta do meio-dia, com o Belfast reestabelecendo contato de radar. Os cruzadores demoraram vinte minutos para se aproximarem e voltarem a atirar. O couraçado os detectou com seu radar de ré e também abriu fogo antes de virar para se afastar pela segunda vez. Ele acertou o Norfolk pouco antes das 12h25min com dois projéteis de 283 milímetros. O primeiro acertou a superestrutura e incapacitou o radar de artilharia, enquanto o segundo acertou a barbeta da terceira torre de artilharia e a incapacitou. O Scharnhorst então virou novamente e aumentou sua velocidade na esperança de escapar e encontrar o comboio. Burnett escolheu manter certa distância e seguir o navio alemão com o radar enquanto Fraser aproximava-se com o Duke of York. Enquanto isso, os contratorpedeiros alemães continuaram procurando pelo comboio sem sucesso. Bey decidiu retornar para a Noruega às 13h43min, dispensando os contratorpedeiros e os instruindo a retornar também.

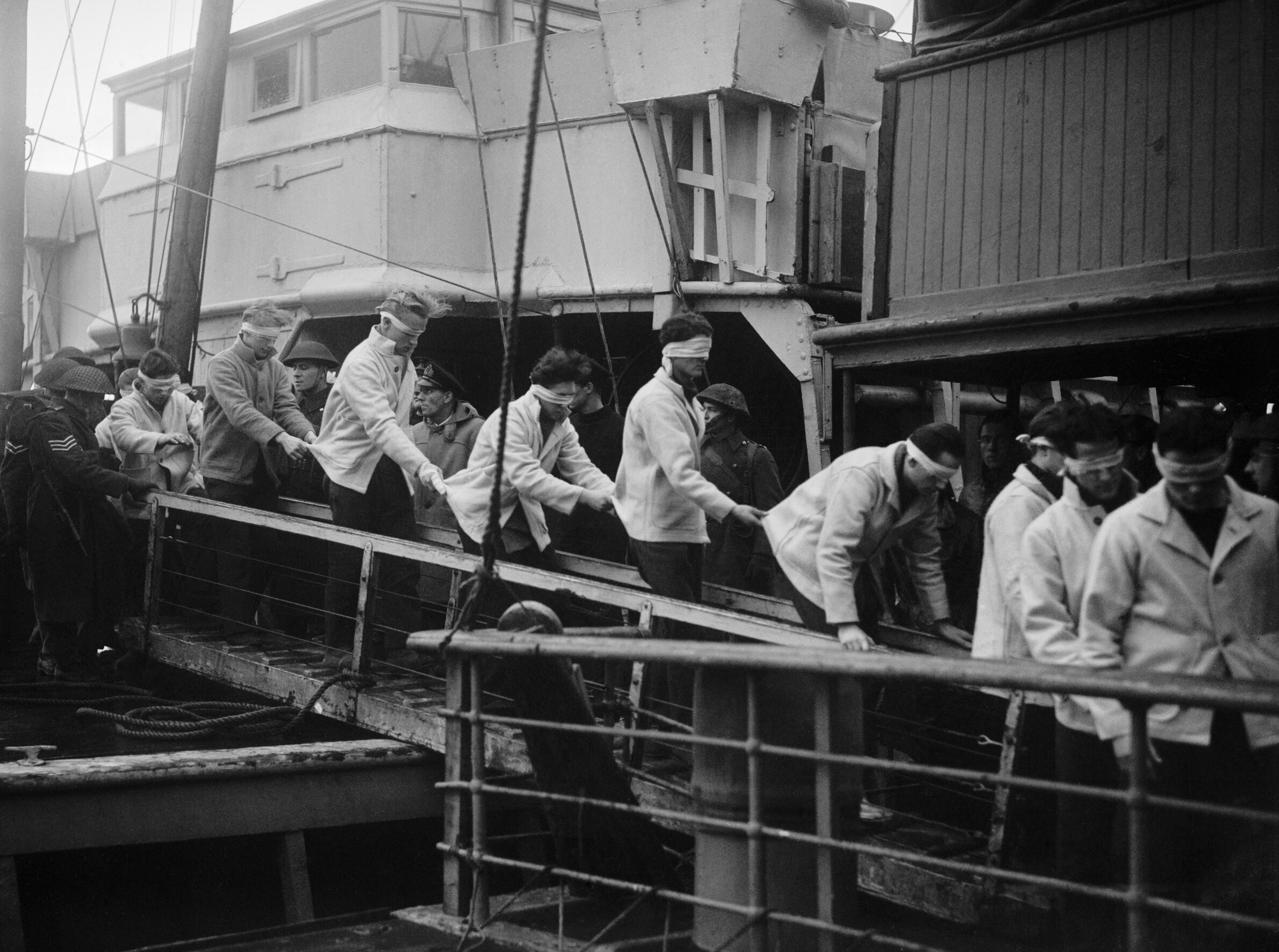
Sobreviventes do Scharnhorst desembarcando em Scapa Flow

O Duke of York fez contato de radar com o Scharnhorst às 16h17min, com o Belfast o iluminando com projéteis luminosos meia-hora depois. O couraçado britânico abriu fogo às 16h50min a uma distância de aproximadamente onze quilômetros, com o alemão rapidamente abrindo fogo de volta também. Um projétil de 356 milímetros do Duke of York acertou o Scharnhorst ao lado de sua primeira torre de artilharia cinco minutos depois do início do confronto. O projétil travou as engrenagens de rotação da torre, deixando-a fora de ação. Estilhaços iniciaram um incêndio no depósito de munição, forçando a inundação dos dois depósitos de munição de vante a fim de evitar uma explosão, mas a água foi rapidamente drenada do depósito da segunda torre. Pouco depois, outro projétil de 356 milímetros acertou um tubo de ventilação da segunda torre, fazendo com que fosse tomada por gases propelentes nocivos toda vez que as culatras fossem abertas após um disparo. Um terceiro projétil acertou o convés próximo da terceira torre e causou inundações, com estilhaços matando vários tripulantes. Um projétil acertou duas torres secundárias às 17h30min, destruindo ambas.
Mais um projétil de 356 milímetros acertou o Scharnhorst a estibordo por volta das 18h00min, atravessando o fino cinturão de blindagem superior e explodindo dentro de uma das salas de caldeiras. Isto causou grandes danos ao sistema de propulsão e diminuiu temporariamente sua velocidade para apenas oito nós (quinze quilômetros por hora). Reparos rápidos permitiram que o Scharnhorst retomasse uma velocidade de 22 nós (41 quilômetros por hora). Ele conseguiu aumentar sua distância para o Duke of York em cinco quilômetros ao mesmo tempo que quase o acertou várias vezes com sua bateria principal. Estilhaços de seus projéteis caíram sobre o navio britânico e incapacitaram seu radar de controle de disparo.

"Cavalheiros, a batalha contra o Scharnhorst terminou em vitória para nós. Eu espero que qualquer um de vocês que for convocado a liderar um navio para ação contra um oponente muitas vezes superior, comandará seu navio tão galantemente quanto o Scharnhorst foi comandado hoje."

— Vice-almirante sir Bruce Fraser
O Duke of York cessou fogo às 18h42min, tendo disparado 52 salvos e acertado pelo menos treze projéteis, porém o Scharnhorst estava conseguindo se afastar. Muitos desses acertos tinham danificado o armamento secundário, deixando o navio alemão vulnerável a contratorpedeiros. O HMS Scorpion e o norueguês KNM Stord lançaram oito torpedos às 18h50min, com quatro acertando. Um dos torpedos acertou ao lado da segunda torre de artilharia e a emperrou, o segundo acertou a bombordo e causou pequenas inundações, o terceiro acertou próximo da popa e danificou o eixo de bombordo e o quarto acertou na proa. Os torpedos reduziram a velocidade do Scharnhorst para doze nós (22 quilômetros por hora), permitindo que o Duke of York se aproximasse até 9,1 quilômetros. Nesta altura apenas a terceira torre de artilharia principal do couraçado alemão estava operante, com todos os tripulantes disponíveis sendo enviados para pegaram munição das torres de vante com o objetivo de manter a última disparando. Fraser em seguida ordenou que o Belfast e o Jamaica se aproximassem para dispararem mais torpedos. Vários acertaram e o Scharnhorst começou a adernar para estibordo, afundando pela proa às 19h45min com suas hélices ainda girando lentamente. Os britânicos começaram a resgatar sobreviventes, mas logo receberam ordens de irem embora depois de apenas alguns terem sido resgatados apesar de vozes ainda poderem serem ouvidas pedindo socorro no meio da escuridão. De uma tripulação de 1 968 oficiais e marinheiros, apenas 36 sobreviveram.

## Destroços
Uma expedição conjunta para encontrar o Scharnhorst foi realizada em setembro de 2000 pela BBC, NRK e Defesa Marítima Norueguesa. O navio de pesquisa submarina Sverdrup II, operado pelo Estabelecimento Norueguês de Pesquisa de Defesa, foi usado para escanear o fundo do mar. Um grande objeto submerso foi localizado e uma equipe de pesquisa usou o navio de de recuperação subaquática KNM Tyr para examiná-lo visualmente. Os destroços foram identificados positivamente como o Scharnhorst em 10 de setembro por um veículo subaquático operado remotamente. Os destroços estão a uma profundidade de aproximadamente 290 metros. O casco está de ponta-cabeça com destroços espalhados ao redor, incluindo seu mastro principal e telêmetros. Danos dos projéteis e torpedos britânicos estão evidentes. A proa está completamente destruída, possivelmente pela explosão dos depósitos de munição das duas torres de artilharia de vante, estando como uma massa de aço retorcido a alguma distância do resto do casco.

### Citações
1. ↑   Breyer 1987, p. 13
2. 1 2 3   Gröner 1990, p. 31
3. ↑   Campbell 1987, p. 43
4. ↑   Schmalenbach 1973, p. 221
5. 1 2   Williamson 2003, p. 8
6. 1 2   Busch 1956, p. 10
7. ↑   Gröner 1990, p. 32
8. 1 2 3 4 5 6   Garzke & Dulin 1985, p. 154
9. ↑   Rohwer 2005, p. 9
10. ↑   Williamson 2003, pp. 8–9
11. 1 2   Garzke Dulin, p. 134
12. 1 2   Williamson 2003, p. 9
13. ↑   Rohwer 2005, p. 15
14. ↑   Bredemeier 1997, p. 38
15. ↑   Bredemeier 1997, pp. 40–41
16. ↑   Brennecke 2003, pp. 45–52
17. ↑   Brennecke 2003, p. 63
18. ↑   Grove 1993, p. 10
19. 1 2   Garzke & Dulin 1985, p. 135
20. ↑   Garzke & Dulin 1985, pp. 154, 157
21. ↑   Bredemeier 1997, pp. 58–60
22. ↑   Bredemeier 1977, pp. 61–62
23. ↑   Rohwer 2005, p. 19
24. ↑   Middlebrook & Everitt 1996, p. 33
25. 1 2   Williamson 2003, p. 10
26. 1 2 3   Garzke & Dulin 1985, p. 157
27. ↑   Rohwer 2005, p. 26
28. ↑   Garzke & Dulin 1985, p. 137
29. ↑   Koop & Schmolke 2014, p. 103
30. 1 2   Murfett 2008, p. 81
31. ↑   Garzke & Dulin 1985, pp. 137–138
32. ↑   Garzke & Dulin 1985, p. 138
33. ↑   Koop & Schmolke 2014, p. 105
34. ↑   Murfett 2008, pp. 81–82
35. ↑   Murfett 2008, p. 82
36. 1 2 3 4 5   Garzke & Dulin 1985, p. 158
37. 1 2   Garzke & Dulin 1985, p. 140
38. ↑   Rohwer 2005, p. 62
39. ↑   Garzke & Dulin 1985, pp. 140–142
40. ↑   Garzke & Dulin 1985, p. 143
41. ↑   Garzke & Dulin 1985, pp. 158–159
42. ↑   Middlebrook & Everitt 1996, pp. 131–174
43. ↑   Middlebrook & Everitt 1996, pp. 183–185
44. ↑   Garzke & Dulin 1985, p. 159
45. ↑   Garzke & Dulin 1985, pp. 159–160
46. ↑   Koop & Schmolke 2014, p. 111
47. ↑   Garzke & Dulin 1985, p. 160
48. ↑   Middlebrook & Everitt 1996, pp. 220–234
49. 1 2 3 4   Garzke & Dulin 1985, p. 146
50. ↑   Williamson 2003, pp. 11–12
51. ↑   Hooton 1997, pp. 114–115
52. ↑   Hooton 1997, p. 114
53. ↑   Weal 1996, p. 17
54. ↑   Garzke & Dulin 1985, p. 161
55. 1 2   Garzke & Dulin 1985, p. 162
56. 1 2 3   Garzke & Dulin 1985, p. 163
57. ↑   Busch 1956, p. 34
58. 1 2   Garzke & Dulin 1985, p. 164
59. 1 2 3   Williamson 2003, p. 12
60. ↑   Kemp 1993, p. 150
61. ↑   Garzke & Dulin 1985, pp. 164–165
62. ↑   Sweetman 2004, p. 76
63. 1 2 3   Garzke & Dulin 1985, p. 165
64. ↑   Grove 1993, pp. 123–131
65. ↑   Sweetman 2003, p. 77
66. ↑   Rohwer 2005, p. 277
67. 1 2 3  Williamson 2003, p. 14
68. ↑   Dönitz 1997, p. 375
69. ↑   Jacobsen 2003, p. 88
70. ↑   Busch 1956, pp. 35–36
71. ↑   Busch 1956, p. 38
72. ↑   Busch 1956, p. 39
73. ↑   Busch 1956, pp. 37–38
74. 1 2   Garzke & Dulin 1985, p. 167
75. ↑   Busch 1956, p. 86
76. ↑   Garzke & Dulin 1985, pp. 166, 169
77. ↑   Busch 1956, p. 95
78. ↑   Garzke & Dulin 1985, pp. 169–170
79. ↑   Garzke & Dulin 1985, p. 170
80. ↑   Garzke & Dulin 1985, p. 171
81. 1 2   Garzke & Dulin 1985, p. 172
82. 1 2   Garzke & Dulin 1985, p. 176
83. ↑   Garzke & Dulin 1985, p. 173
84. ↑   Garzke & Dulin 1985, p. 174
85. ↑   Garzke & Dulin 1985, pp. 174–175
86. ↑   Bowes, Claire (26 de dezembro de 2011). «How Germany's feared Scharnhorst ship was sunk in WWII». BBC. Consultado em 21 de novembro de 2023
87. 1 2   Fenton, Norman (17 de fevereiro de 2011). «The Sinking of the 'Scharnhorst'». BBC. Consultado em 20 de novembro de 2023